# Trombay
Trombay är ett område i den indiska storstaden Bombay i delstaten Maharashtra, där Indiens centrum för forskning i kärnfysik, Bhabha atomforskningscentrum, och även en kärnreaktor finns.

## Historik
Urinvånarna i Trombay var fiskare på grund av närheten till Arabiska havet och Thanebukten. Området kallades för "Turbhe" på Marathi.